# Arsen Tlechugov
Arsen Vjačeslavovič Tlechugov (in russo Арсен Вячеславович Тлехугов?, in kazako Арсен Вячеславович Тлехугов?, Arsen Vyaçeslavovïç Tlexwgov; Uruch, 3 novembre 1976) è un ex calciatore russo naturalizzato kazako, di ruolo attaccante.